# Ратан Сінґх
Ратан Сінґх (*д/н —15 травня 1548) — раджа Амбера у 1537—1548 роках.

## Життєпис
Походив з династії Качваха. Син Бгім Сінґха. Посів трон 1537 року. Невдовзі стикнувся з повстанням представника молодшої гілки династії Раймала з Аскарі, а після його придушення — нові повстання під проводом стрийок Санги (Санграма) та Бгармала, які вдалося придушити лише у 1538 році.
В подальшому зберігав союз з могольським падишахом Хумаюном та марварським раджою Малдевою Ратхор, проте не брав участь у військових кампаній останніх. Більше уваги приділяв розвагам, пияцтву та розкошам, чим викликам невдоволення місцевої знаті, яка час від часу повставала. Водночас заклав основи для створення власної школи мініатюри. Підтримував прихильників джайнізму, хоча сам не належав до цієї релігії.
У 1540—1541 роках не підтримав Хумаюна у війні з Шер Шахом Сурі. Також зберіг нейтралітет у 1543 році під час вторгнення останнього до Марварського князівства. Це не допомогло Ратан Сінґху, якого 1544 року було атаковано військами Сурі, але раджа Амберу не чинив тривалого спротиву, визнавши владу Шер Шаха.
Поступово раджа налаштував проти себе не лише аристократів, а й більшу частину сановників. Зрештою 1548 року Ратан Сінґха було отруєно власним братом Аскараном, що посів трон.